# Мадыяров, Масадык
Масадык Мадыяров — советский хозяйственный, государственный и политический деятель, Герой Социалистического Труда.

## Биография
Родился в 1914 году в кишлаке Ханабад. Член КПСС с 1944 года.
Дехканин, колхозник, участник Великой Отечественной войны. С 1931 года — на хозяйственной, общественной и политической работе. В 1931—1985 гг. — рабочий управления «Энергострой», колхозник, агротехник совхоза «Муян» Кувасайского района, агроном-садовод, заведующий отделением, старший агроном совхоза «Муян», директор «Садвинсовхоза», директор аграрно-промышленного комбината имени Кирова Ходжаабадского района Андижанской области.
Указом Президиума Верховного Совета СССР от 26 февраля 1981 года присвоено звание Героя Социалистического Труда с вручением ордена Ленина и золотой медали «Серп и Молот».
Избирался депутатом Верховного Совета Узбекской ССР 9-го и 10-го созывов.
Умер после 1985 года.